# Гутцайт, Сергей Эдидович
Серге́й Эди́дович Гутца́йт (род. 23 декабря 1951 года) — российский предприниматель, ресторатор. Среди проектов Сергея Эдидовича известны школа имени Горчакова, ресторан «Подворье», реставрация крепости Бип.

## Биография
Родился 23 декабря 1951 года в Одессе. Окончил факультет механизации портовых перегрузочных работ Одесского института инженеров морского флота в 1976 году.
После института будущий предприниматель, по собственному рассказу, приехал в Ленинград и стал торговать зеленью на рынке; позднее он перешёл на выращивание свиней, а затем взялся за лук. Первым достаточно серьёзным бизнесом Гутцайта в 1980-х годах стал артельный пошив и продажа (с участием Германа Хана) дефицитных в то время детских пелёнок.
Долгое время жил в Павловске, где были реализованы многие его проекты; позже поселился в отреставрированном им же доме Ротаста (коменданта Павловска). Также проживал в Крыму, где имеет поместье и виноградники.

## Ресторанный бизнес
В начале 1990-х годов у Гутцайта с женой был дом на Славянке, где бывали Путин, Собчак и другие известные люди. Друг Гутцайта стал возить в Россию группы иностранных туристов, которые в этом доме питались едой, которую сам хозяин и готовил. Как-то раз приехало 60 (по другому интервью, 65) человек, а разместиться могло только 35, в итоге половина группы ушла в Мариинский театр, а половина столовалась у Гутцайта, потом они поменялись. Предприниматель понял, что необходим ресторан; клиентская база для него уже образовалась.

### Ресторан «Подворье»
Ресторан был открыт в 1994 году. Первое время одной из основных сложностей было приобретение продуктов, которые Гутцайт сам покупал на рынке в нужном по количеству человек объёме — в стране был дефицит.
Ориентированное на премиум-класс заведение, построенное в русском стиле вблизи Павловского парка, вскоре стало приносить стабильный доход. В ресторане были замечены многие известные политики и бизнесмены.
В ночь на 19 апреля 2011 года главное здание ресторана сгорело, видимо, в результате поджога; ресторатор объявил награду в миллион рублей за информацию о поджигателях.
Восстановительные работы были вскоре начаты и шли быстрыми темпами. В сентябре ресторан, отстроенный на 60—70 %, отметил 18-летие. В 2012 году ресторан был уже восстановлен по проекту архитекторов Ивана и Николая Князевых при участии Владимира Гуловского.

### Другие рестораны
В крепости Бип также открыт ресторан. «Гутцайт Групп» принадлежит немало других заведений Петербурга и окрестностей: рестораны «Ялта», «Старая башня», «Адмиралтейство», «Пивная кружка», пиццерия «Пицца Уно Моменто», сервис выездного обслуживания Oscar-Catering.

## Реставрация зданий
Одним из первых благотворительных проектов, взятых Гутцайтом, была реставрация павильона «Круглый зал» (1799—1800, архитекторы Ч. Камерон и В. Бренна) в Павловском парке. Как вспоминает Гутцайт, они с женой тогда жили неподалёку, шли мимо и увидели крайне плачевное состояние памятника, и жена воскликнула: «Вандализм!». На следующий же день директор Павловского заповедника Юрий Мудров позвонил и попросил взять памятник «под крыло» во избежание окончательной гибели. В середине реставрации, по рассказу предпринимателя, пришли представители КГИОП и возмутились тем, что работы ведутся без согласования; но разрешили продолжить их при своём участии советами. С 1998 года Гутцайт арендует здание, где даются концерты. Также восстановил дом Роттаста, в котором поселился; история школы им. Горчакова тоже началась с реставрации дачи Брюллова. Около 2012 года предприниматель занялся Певческой водонапорной башней в Пушкине, которая была отреставрирована в 2014 году. В настоящее время в башне находятся два ресторана, «Сочи» и «Одесса», а также отель «Марьяж»..

### Крепость Бип
Крепость в виде средневекового замка, которая имеет второе название Мариенталь, была построена в 1797 году по проекту архитектора Винченцо Бренны. Она располагается на холме у слияния рек Тызьвы и Славянки по адресу: Мариинская улица, 4а. Во время войны крепость сгорела и с того времени стояла заброшенной. В 1971 году по решению Ленгорисполкома разрабатывался проект восстановления крепости под Дом пионеров Павловска, но этот проект не был реализован. В 2003 году она находилась в крайне плачевном состоянии; Сергей Эдидович тогда рассказывал: «Ещё в 1970-х годах он был под крышей и не казался таким безнадежным. Мне предложили его восстановить несколько лет назад. Я отказался, сказав, что нет средств. Что я, сумасшедший? А теперь согласился». Поначалу работы шли без согласований и даже проектной документации, за что в 2008 году реставраторам выписали штраф. Предприниматель заявлял, поначалу вовсе не собирался делать там отель и что даже не подсчитывал, во сколько обошелся проект: слишком сильно за время реставрации изменилась стоимость денег. В публикации журнала «Собака.ru» серии «Лучшие дизайнеры и интерьеры» (2011) Гутцайт рассказывал, что старался максимально сохранить небольшие остатки интерьеров (хотя воссозданию они уже не подлежали) и произвести максимально аутентичное восстановление памятника, хотя по оценке портала «Северные крепости» (2006) это всё же был только ремонт, а не реконструкция. В 2011 году там открылся отель на 250 мест и ресторан.

## Верхние Мандроги
В 1995 году приятель-француз рассказал Сергею Эдидовичу, что у туроператоров, чьи суда ходят по реке Свири между Онегой и Ладогой, есть проблема — там нечем занять туристов. «К тому моменту, — рассказывает бизнесмен, — я как-то потерял интерес к жизни. Лежал на диване, смотрел телевизор, читал газету. Ресторан приносил стабильный доход, в присмотре не нуждался. Дошло до того, что меня начала пилить жена: „Ты молодой мужик, уже займись чем-нибудь“. Я вспомнил рассказ француза и встал с дивана». Флотский инженер по образованию, Гутцайт сумел быстро поставить причал на месте сгоревшей в войну деревни Верхние Мандроги. Через пять лет там построили «Русскую деревню» (название Гутцайт придумал специально для туристских проспектов) по проекту Ивана Князева. В двухэтажных избах-коттеджах расположились гостиница с рестораном, музей водки, жилища нескольких семейных сотрудников; имеется вертолетная площадка, а также псарня, птичник, конюшня, загон для лосей. Проект исходно предназначался на продажу, хотя из-за короткого периода навигации по реке и сомнительно доходен. В 2006 году шли переговоры с Евгением Чичваркиным на эту тему; однако потом Гутцайт расхотел продавать проект (хотя утверждал, что мог бы подарить спонсору школы), в итоге на начало 2014 года «Русская деревня» остаётся в «Гутцайт Групп».

## Школа имени А. М. Горчакова
Гутцайт рассказывает о появлении помещения под школу, которую он затевал в 1997 году как экспериментальное учебное заведение для детей интеллигенции: «Тогда ещё был Греф, он предложил мне отреставрировать дачу Брюллова: „Перекрытия рушатся, потолки падают, выручай! Быстро оформим тебе аренду“. Я сначала отказался, а потом согласился. Понял, что если не возьму этот памятник, то, когда понадобится помещение для школы, его мне просто не дадут». Бизнесмен создавал школу как благотворительный проект. В 2004 году Гутцайт сообщал, что траты на школу, где училось 18 мальчиков, составляют порядка 300 000 $ в год; клуб из 50 попечителей (в число которых входили такие люди, как Мстислав Ростропович, Владимир Путин, Михаил Жванецкий) покрывал лишь 10—15 % расходов. По словам Сергея Эдидовича, с этого некоммерческого проекта он получил очень много, например, дополнил и повысил своё образование, учась вместе с детьми.
Летом 2013 года ЗАО «Газпромбанк-Управление активами» приступило к управлению средствами первого в России эндаумента, созданного для поддержки школы.

## Высказывания
корр.: А Путин помогает? Есть ведь такое магическое словосочетание — «друг Путина»…
Гутцайт: А кому такой слух мешает? Мы познакомились еще до президентства. И я использовал эту репутацию в хвост и в гриву. Но я всегда говорю: никакой я ему не друг. У него вообще нет друзей, а таких, как я, много.

## Семья
Жена Людмила. Сын Дмитрий — также предприниматель и ресторатор.